# Dê Murciana
Dê Murciana, còn được gọi là Dê Murciana, Dê Murcien, Dê Murciene và Dê Hoàng gia Murciana là một giống dê chăn nuôi kiêm dụng (cho cả sữa và thịt) giống dê ban đầu được nuôi ở tỉnh Murcia dọc theo bờ biển Địa Trung Hải thuộc vùng Đông Nam Tây Ban Nha.

## Lịch sử
Vào đầu thế kỷ 16, loài dê Murciana đã được thành lập ở Tây Ban Nha, cũng như một số giống dê Tây Ban Nha khác, gồm dê Malaguena, dê La Blanca Celtibora và dê La Castellana Extremena, do chính sách nhân giống được thiết lập bởi chuyên gia về cừu lâu đời của Tây Ban Nha, Guild. Quảng cáo hiển thị hình ảnh trong chương trình Thế giới dê cho thấy dê Murciana ở Hoa Kỳ vào năm 1920, được gọi là "Dê Hoàng gia Murciana". Tiến sĩ CP DeLangle, trong bài viết của ông Murcien Goat, in trong số ra tháng 8 năm 1921 của The Goat World viết về chúng. Đến năm 1936, dê Murciana có thể đã trở nên khan hiếm ở Mỹ, như số ra tháng 1 của tạp chí Dairy Goat đã kêu gọi giúp tái thiết lập giống, lưu ý rằng dường như không phải là một giống thuần chủng ở Mỹ và rằng chỉ có bà Katherine Kadel có dê giống này thuần chủng vào thời điểm đó. Cùng một bài viết cũng ghi nhận một nguồn cung cấp đáng tin cậy của loài Murciana có thể được tìm thấy ở Mexico, trong một đàn được nhập khẩu từ Tây Ban Nha cũng chứa dê Granada.